# Серовское (Рязанский район)
Серовское — деревня в Рязанском районе Рязанской области. Входит в Семёновское сельское поселение.

## География
Находится в центральной части Рязанской области на расстоянии приблизительно 11 км на юг-юго-запад по прямой от вокзала станции Рязань II.

## История
На карте 1840 года деревня уже была отмечена как два населенных пункта: Малое и Большое Серовское. На карте 1850 года указанные населенные пункты показаны как поселения с 13 и 15 дворами соответственно. В 1859 году здесь (все еще отдельные населенные пункты Рязанского уезда Рязанской губернии) было учтено 3 двора для Малого Серовского и 8 для Большого.

## Население
Численность населения: 34 человека для Малого Серовского и 140 для Большого Серовского (1859 год), 22 в 2002 году (русские 95 %), 21 в 2010.